# ジャグ・バンド

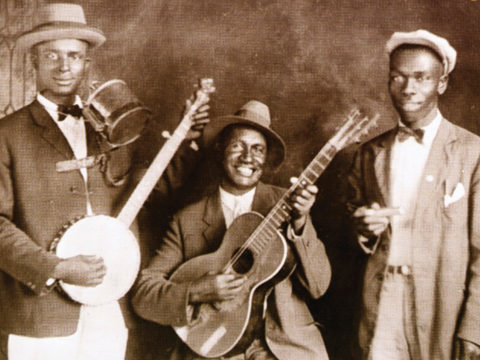
キャノンズ・ジャグ・ストンパーズ

ジャグ・バンド (jug band) とは、20世紀の初めごろにアメリカ合衆国南部の地域で興った音楽バンドの形式、あるいはそのバンドの演奏の音楽のひとつ。ジャグ・バンドの「ジャグ」とはウイスキーなどの飲み物を貯蔵するための瓶を意味する。ジャグは、口に息を吹き込むことによって、低音楽器として使用される。元々ジャグ奏者 (ブロワーと呼ばれる) がバンドに加わることが多いことからこのような名前が付けられたものと思われるが、必ずしもジャグ・ブロワーはジャグ・バンドの必須条件ではない。実際に今も昔も、ジャグ・ブロワーを含まないジャグ・バンドは数多く存在する。

## 概要
バンドの編成はまちまちであるが、ジャグ (瓶)、ウォッシュボード (洗濯板)、ミュージカルソー (ノコギリ)、カズー（ストーブの煙突、櫛、ティッシュペーパーを使ったもの）、ウォッシュタブ・ベース (洗濯桶とモップから作ったベース)、スプーンなど、身の回りにあるものから作られた手製の楽器を多く使うのが特徴と言える。これらの楽器にハーモニカ、バンジョー、ギター、マンドリン、アコーディオンなどの楽器が加わる。音楽的には、トラディショナルなジャズ、ブルース、カントリー、ブルーグラスなどを基調としたものが一般的である。

## 歴史
ジャグ・バンドの生誕の地は、ケンタッキー州ルイビルであると言われている。この地で最初に活躍したジャグ・バンドが、1900年に結成されたサイ・アンダーソン・ジャグバンドであった。
1924年9月、ルイビル出身のシンガー、サラ・マーティンがジャグ・ブロワーのアール・マクドナルドと組み、レコーディングを行った。これが、ジャグ・バンドとして初めてのレコーディングとされている。
この頃になると、ジャグ・バンドはルイビルから飛び火し、メンフィスで新たなバンドが誕生するようになった。メンフィスのバンドの中には、ガス・キャノン率いるキャノンズ・ジャグ・ストンパーズ、そしてウィル・シェイド率いるメンフィス・ジャグ・バンドがあった。ともに代表的なジャグ・バンドとして知られるようになる存在である。この他にも、メンフィス・ミニー、ファリー・ルイスなどジャグ・バンド・スタイルの演奏を展開するミュージシャンが多く登場し、メンフィスのシーンを賑わせた。
1920年代から30年代にかけて、ルイビルとメンフィスの2都市を中心に人気を博したジャグ・バンドだが、1930年後半頃から都会的なスタイルがもてはやされるようになり、その勢いを失っていった。
イギリスでは、1950年代に登場したロニー・ドネガンの「ロック・アイランド・ライン」のヒットにより、大きなスキッフル・ブームが起こるが、このスキッフルは一般的にジャグ・ブロワーを含まないジャグ・バンドを指す言葉となっていた。
一方本場アメリカでは、1950年代後半から60年代にかけてのフォーク・ブームの盛り上がりとともに、ジャグ・バンド・リバイバルが若い世代の間で発生した。その流れの中で登場したのがボストンを拠点としたジム・クウェスキン・ジャグ・バンドであり、ジョン・セバスチャンらが参加したニューヨークのイーヴン・ダズン・ジャグ・バンドであった。双方のバンドに、若かりし頃のマリア・マルダーも参加していた。ルーフ・トップ・シンガーズの曲「ウォーク・ライト・イン」は、ジャグ・バンド唯一の全米ナンバー１ヒットとなり、アラバマ州に隠棲していたガス・キャノンが再発見されレコｰデングを行った。またグレイトフル・デッドのジェリー・ガルシアらも、もともとはジャグ・バンドのメンバーだった。

## 主なミュージシャン
- イーヴン・ダズン・ジャグ・バンド
- ガス・キャノンズ・ジャグ・ストンパーズ[3]
- ジム・クエスキン・ジャグ・バンド
- ディキシーランド・ジャグ・ブロワーズ
- メンフィス・ジャグ・バンド
- ルーフトップ・シンガーズ

### 日本のシーン

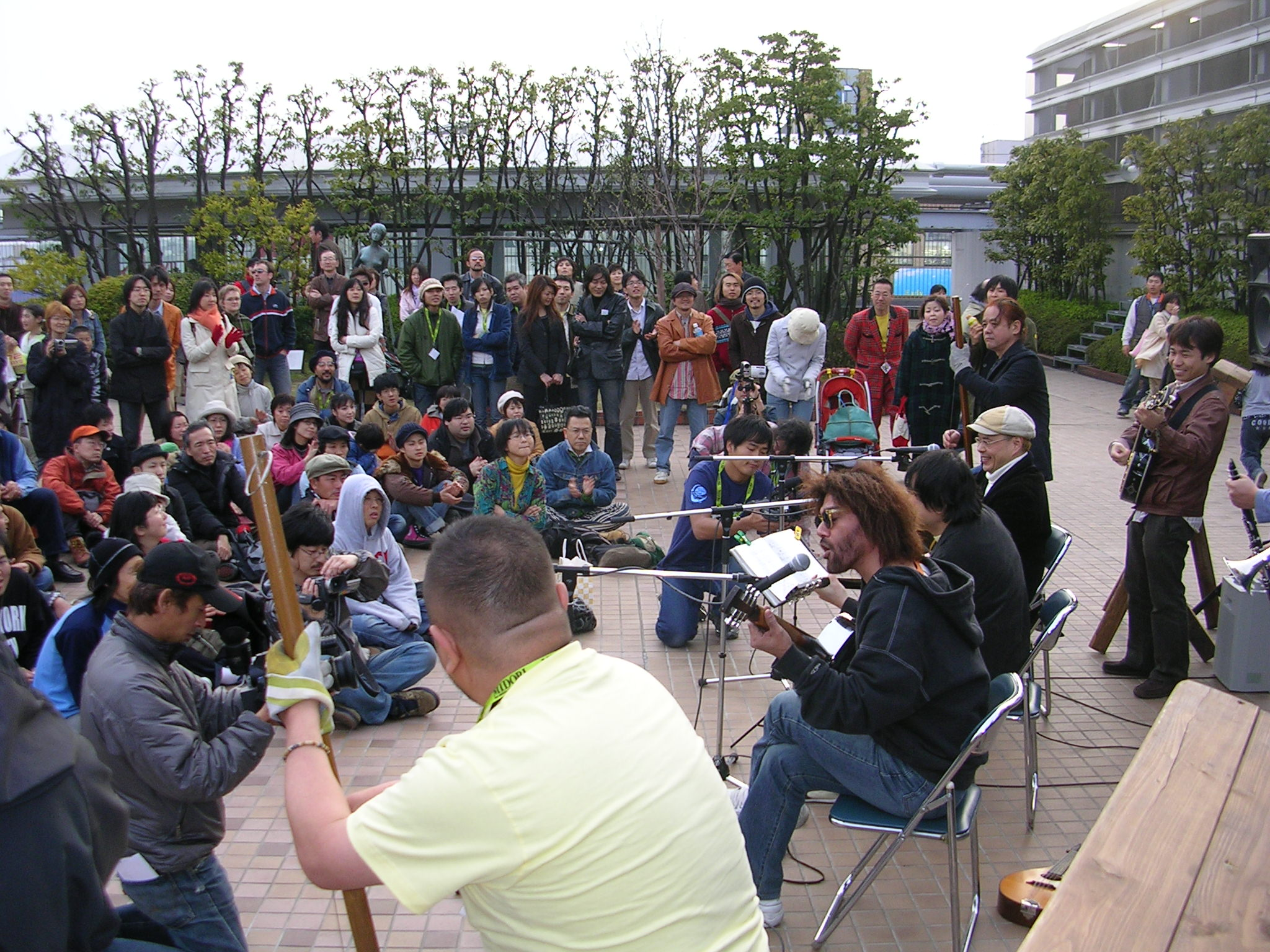
横浜ジャグバンド・フェスティバル (2006年)

日本でも少数派ながら、ジャグ・バンドは一部で一定の人気を保っており、全国にジャグ・バンドが存在する。2002年には、「横浜ジャグバンド・フェスティバル」が横浜市で開催された。以後、毎年4月にこのフェスティバルは開催されており、例年日本各地からバンドが集結する。